# Rex Cramphorn
Rex Roy Cramphorn, född 10 januari 1941 i Brisbane, död 22 november 1991 i Sydney, var en australisk teaterregissör och teaterkritiker.

## Biografi
Rex Cramphorn tog  en Bachelor of Arts i fransk litteratur och engelska vid University of Queensland i Brisbane 1966 samt en Master of Arts i drama vid University of New South Wales i Sydney. 1967 utexaminerades han från National Institute of Dramatic Art i Sydney där han bland andra studerade för den unge regissören Jim Sharman och fick upp ögonen för fysisk teater. 1968 började han skriva teaterkritik för magasinet The Bulletin i Sydney, 1971-1972 skrev han teaterkritik för Sunday Australian samtidigt som han var verksam som regissör. Han debuterade som regissör på Q Theatre i Sydney 1969. Samma år bildade han workshopgruppen Performance Syndicate som ägnades åt att undersöka den polske teatermannen Jerzy Grotowskis samt de franska teatermännen Jacques Copeaus och Antonin Artauds estetik. Gruppens arbete utmynnade i produktionen av Thomas Middletons The Revenger's Tragedy på Theatre Royal i Hobart. 1972 deltog Cramphorn i ett seminarium med Grotowski själv då denne besökte Australien. Samma år hade Performance Syndicate en stor framgång med William Shakespeares The Tempest (Stormen) som spelades ända tills gruppen upplöstes efter ekonomiska problem 1974. Som frilansare hann Cramphorn regissera ett nittiotal uppsättningar fram till sin död. 1976 började han åter skriva teaterkritik, denna gång för Theatre Australia. 1980 bildade han teatergruppen A Shakespeare Company i samarbete med University of Sydney. 1989 tog han en examen i film vid Australian Film, Television and Radio School i Sydney. Rex Cramphorn räknas till Australiens främsta teaterregissörer under efterkrigstiden, han uppnådde även internationell ryktbarhet.